# Gephyraulus
Gephyraulus is een muggengeslacht uit de familie van de galmuggen (Cecidomyiidae).

## Soorten
- G. diplotaxis (Solinas, 1982)
- G. raphanistri  - radijsgalmug (Kieffer, 1886)